# MiWi
MiWi — проприетарный беспроводной протокол, поддерживающий одноранговое соединение в звездообразной сети. Протокол был разработан Microchip Technology. MiWi использует небольшие маломощные цифровые радиомодули на основе стандарта IEEE 802.15.4 и разработан для использования в сфере промышленного мониторинга и управления, автоматизации дома и зданий, а также для использования в маломощных устройствах с ограниченным энергопотреблением, таких как системы дистанционного управления, беспроводные датчики, освещение. контроль и автоматическое считывание показаний счетчиков.
Протокол MiWi поддерживается на устройствах и модулях Microchip SAMR30 (в субгигагерцовом диапазоне) и SAMR21 (2,4 ГГц) ARM Cortex-M0+. Устаревший код протокола MiWi, поддерживающий микроконтроллеры PIC и dsPIC, был заморожен и больше не рекомендуется для новых разработок; тем не менее, он все еще доступен в библиотеке Microchip для приложений (MLA) для интегрированной среды разработки MPLAB.
Последний поддерживаемый стек протоколов доступен бесплатно в Advanced Software Framework для интегрированной среды разработки Atmel Studio.

## Протокол
Компания Microchip Technology выпустила Краткое руководство, Руководство по разработке программного обеспечения MiWi и Руководство по миграции, в которых представлена техническая информация о MiWi. Это в первую очередь не спецификации протокола, а реализация протокола MiWi на микроконтроллерах Microchip.
По состоянию на 2019 год совместимые реализации сторонних разработчиков не появлялись. Неясно, являются ли эти спецификации полными или достаточно точными, чтобы выполнять роли, отличные от поддержки кода Microchip, или являются еще одним частным примером облегченного стека WPAN. Многие разработчики, пытающиеся использовать технологии WPAN, заметили, что конкурирующий протокол Zigbee WPAN кажется нежелательно сложным. Соответственно, существует техническая ниша для более простых протоколов, примером которой является MiWi.

## Программное обеспечение
Протокол MiWi представляет собой альтернативу Zigbee для экономичных устройств с ограниченной памятью. Хотя программное обеспечение MiWi можно бесплатно загрузить с официального сайта, это проприетарное решение, требующее использования только с микроконтроллерами Microchip.
Стек протоколов MiWi поддерживает топологии беспроводной сети типа «звезда» и «peer-to-peer», что полезно для простой беспроводной связи между узлами на малых расстояниях. Кроме того, стек обеспечивает функции спящего узла, активного сканирования и обнаружения энергии, поддерживая при этом требования к низкому энергопотреблению устройств с батарейным питанием.

## Оборудование

### MiWi Silicon
Microchip Technology начала поддержку MiWi на SAMR30 и SAMR21 RF-MCU в 2018 году. Оба устройства - ARM Cortex M0+, имеют 256 КБ флэш-памяти и до 40 КБ ОЗУ и используют модуляцию RF OQPSK, определенную в IEEE 802.15.4, для повышения энергоэффективности по сравнению с модуляцией FSK на + 3 дБ. Устаревшие устройства, поддерживающие MiWi, включают несколько микроконтроллеров PIC, соединенных с MRF89XA (собственный приемопередатчик субгигагерца) или MRF24J40 (приемопередатчик IEEE 802.15.4 2,4 ГГц).

### MiWi Modules
В 2018 году Microchip выпустила SAMR30M, модуль, основанный на RF-MCU SAMR30 Cortex M0 + суб-ГГц. В 2008 году Microchip выпустила модуль беспроводного приемопередатчика 2,4 ГГц со стандартным 4-проводным интерфейсом SPI в паре с несколькими микроконтроллерами Microchip PIC и dsPIC (Microchip MRF24J40MA, MRF24J40MD, MRF24J40ME) и может использоваться в производственных устройствах. Будучи совместимым с ZigBee и способным обмениваться данными с использованием беспроводных протоколов MiWi, он основан на стандарте IEEE 802.15.4 Wireless PAN. Вариант для антенны на печатной плате или антенны, подключенной через u.FL. Модули сертифицированы регулирующим органом для США (Федеральная комиссия связи (FCC), часть 15, подраздел C), Канады (Industry Canada) и Европы - Директива по радиооборудованию (RED) 2014/53 / EU, что устраняет необходимость для пользователей получить независимую сертификацию FCC на свои беспроводные продукты.

### Network Analyzer
ZENA (Zigbee Enhanced Network Analyzer) от Microchip Technology - это анализатор беспроводных пакетов и анализатор сетей, соответствующий спецификации IEEE 802.15.4 в диапазоне 2,4 ГГц. Анализатор ZENA поддерживает протоколы ZigBee и MiWi. Сопутствующее программное обеспечение может анализировать сетевой трафик и графически отображать декодированные пакеты. Он также может отображать топологию сети и сообщения по мере их прохождения по сети. С предоставленным ключом сети данные в зашифрованных сетях MiWi можно также прослушивать и просматривать.